# Adja Kane
Pour les articles homonymes, voir Kane.
Adja Kane parfois nommée Adja Kané, née le 30 mars 2005, est une joueuse française de basket-ball évoluant au poste de pivot.

## Biographie
Son père Alhousseyni Kane est un ancien basketteur international mauritanien. Elle débute la pratique du basket-ball à l’âge de 7 ans en 2012 à Olivet (Loiret). Elle déclare : « J’ai ensuite intégré les sélections du Comité du Loiret en U11 pendant 4 ans, et au bout de 2 ans j’ai fait mon 1er Tournoi Inter-Ligues avec la région Centre-Val de Loire. L’année suivante j’ai participé au Tournoi des étoiles, avec ma génération 2005 et suite à ça j’ai été sélectionné pour entrer au pôle espoirs ». En 2019-2020, elle dispute le championnat de France Élite U15 avec l’USM Olivet.
Elle rejoint le Centre fédéral en 2020, la même année que Marine Dursus et Téa Cléante,. Pour sa dernière apparition avec le pôle France en Ligue 2, elle établit une performance remarquée de 16 points et 17 rebonds dans une victoire face à Monaco (67-58) en avril 2023. Durant sa formation à l'INSEP, elle remporte la médaille d’or au championnat d’Europe Challengers U16 en 2021 puis le bronze à la Coupe du Monde U17 l'été suivant.
Pour son premier contrat professionnel, elle rejoint le club de Landerneau en LFB. Sélectionnée en équipe de France des moins de 20 ans, elle remporte le championnat d’Europe 2024, les Bleuettes battant les Espagnoles 83 à 75,. 
Après une première saison prometteuse (4,3 points à 45%, 3,8 rebonds et 1,1 contre pour 7 d’évaluation) et le maintien acquis de Landerneau en LFB, le club breton la prolonge pour une deuxième saison.  Lors de la saison 2024-2025, son apport reste modeste (4,9 points, 41,6% aux tirs et 4,0 rebonds), mais elle se classe néanmoins troisième contreuse de Wonderligue. Pour sa première rencontre disputée après la draft, elle apporte une contribution importante de 13 points et 10 rebonds, son premier double double de la saison, lors de la victoire de Landerneau sur Roche Vendée dans les barrages pour le maintien.
Le 14 avril 2025, elle est retenue en 38e position de la draft WNBA 2025 par le Liberty de New York,,,. Blessée à la cheville, elle ne peut participer au championnat d'Europe avec l'équipe de France U20 durant l'été 2025.

## Palmarès

### En équipe nationale
- Médaillée d’or au championnat d’Europe U16 Challengers 2021[1]
- Médaillée de bronze à la Coupe du monde U17 en 2022[1]
- Médaillée d’argent au championnat d’Europe U18 2023[1]
- Médaillée d’or au championnat d’Europe U20 2024[8]